# José María López Piñero
 (février 2024).
La mise en forme du texte ne suit pas les recommandations de Wikipédia : il faut le « wikifier ».
Les points d'amélioration suivants sont les cas les plus fréquents. Le détail des points à revoir est peut-être précisé sur la page de discussion.
- Les titres sont pré-formatés par le logiciel. Ils ne sont ni en capitales, ni en gras.
- Le texte ne doit pas être écrit en capitales (les noms de famille non plus), ni en gras, ni en italique, ni en « petit »…
- Le gras n'est utilisé que pour surligner le titre de l'article dans l'introduction, une seule fois.
- L'italique est rarement utilisé : mots en langue étrangère, titres d'œuvres, noms de bateaux, etc.
- Les citations ne sont pas en italique mais en corps de texte normal. Elles sont entourées par des guillemets français : « et ».
- Les listes à puces sont à éviter, des paragraphes rédigés étant largement préférés. Les tableaux sont à réserver à la présentation de données structurées (résultats, etc.).
- Les appels de note de bas de page (petits chiffres en exposant, introduits par l'outil «  Source ») sont à placer entre la fin de phrase et le point final[comme ça].
- Les liens internes (vers d'autres articles de Wikipédia) sont à choisir avec parcimonie. Créez des liens vers des articles approfondissant le sujet. Les termes génériques sans rapport avec le sujet sont à éviter, ainsi que les répétitions de liens vers un même terme.
- Les liens externes sont à placer uniquement dans une section « Liens externes », à la fin de l'article. Ces liens sont à choisir avec parcimonie suivant les règles définies. Si un lien sert de source à l'article, son insertion dans le texte est à faire par les notes de bas de page.
- La présentation des références doit suivre les conventions bibliographiques. Il est recommandé d'utiliser les modèles {{Ouvrage}}, {{Chapitre}}, {{Article}}, {{Lien web}} et/ou {{Bibliographie}}. Le mode d'édition visuel peut mettre en forme automatiquement les références.
- Insérer une infobox (cadre d'informations à droite) n'est pas obligatoire pour parachever la mise en page.

Pour une aide détaillée, merci de consulter Aide:Wikification.
Si vous pensez que ces points ont été résolus, vous pouvez retirer ce bandeau et améliorer la mise en forme d'un autre article.
 (février 2024).
Le contenu est difficilement compréhensible vu les erreurs de traduction, qui sont peut-être dues à l'utilisation d'un logiciel de traduction automatique.
José María López Piñero, né le 14 juin 1933 à Mula, dans la région de Murcie et mort le 8 août 2010 à Valence, est un médecin, historien des sciences et spécialiste de la bibliométrie médicale. En tant qu'historien de la médecine, il est disciple de Pedro Laín Entralgo.

## Biographie
Entre ses écrits on trouve Médecine moderne et société espagnole (XVIe siècle-XIXe siècle), Introduction a la science moderne en Espagne, Dictionnaire historique de la science moderne en Espagne et Les origines historiques du concept de nevrose, L'art de naviguer dans l'Espagne de la Renaissance, ouvrage dont le but divulgatif est très proche de La science et la technique pendant la découverte d'Amérique, de Julio Rey Pastor.
Il était marié avec María Luz Terrada Ferrandis, elle aussi spécialiste en bibliométrie et historienne des sciences.
Il eut sa licence de Médecine en 1957 à l'université de Valence pour quatre ans plus tard aboutir son doctorat avec un prix extraordinaire. Il mène une carrière de chercheur à l'Université de Valence, puis, à partir de la loi de réforme universitaire de 1983, deviendra professeur agrée d'histoire de la médecine puis d'histoire de la science, ainsi que d'autres postes dans le même centre. Il était membre fondateur de la Société espagnole d'histoire de la médecine, ainsi que président, et membre numéraire de diverses institutions internationales dont l'Académie internationale d'histoire des sciences, a laquelle il est reconnu comme membre honoraire, la Gessellchaft für Wissenschaftsgeschichte (Société pour l'histoire des sciences), la Société internationale d'histoire de la médecine, la Medical Psychological Society (Société psychologico-médicale) ou la Interamerican Medical and Health Association (Société de  médecine et santé). En 2005 il a été investi aussi bien qu'académique de la Réelle Académie de l'Histoire, en substituant à Juan Pérez de Tudela y Bueso.
Il meurt à Valence le 8 août 2010. Ses restes sont incinérés au crématorium du cimetière général de Valence.

## Reconnaissance
Entre les décorations et prix reçues par López Piñero figurent la Grande Croix de Santé, la Encomienda con placa de Alfonso X el Sabio (Confié avec plaque d'Alfonso X le Savant), le Prix Alberto Sols de Recherche Médicale, la Grande Distinction de la Généralitat Valencienne, la Médaille de la Faculté de Médecine de Valence, la Distinction Spéciale à la Recherche du Centenaire, la Médaille d'Or du Collège Officiel de Médecins de Valence et la nomination de Fils Adoptif de la Ville de Valence.
Une avenue de la ville de Valence s'appelle depuis 2012 Avenida del Profesor López Piñero, une des voies les plus remarquables de la ville puisqu'on trouve sur celle-ci la Ville des Arts et les Sciences et la Cité de la Justice.

## Ouvrages
- José María López Piñero, The work of John Hughlings Jackson: Parts 1 and 2. (Translated by G Et Berrios) History of Psychiatry 21: 85-95; 224-236, 2010.
- José María López Piñero, María Luz Terrada Ferrandis, Introducción a la Medicina, 2000 (ISBN 9788484320456, lire en ligne)
- José María López Piñero, María Luz Terrada, Introducción a la terminología médica, 2ª, 2005 (ISBN 9788445814390, lire en ligne)
- José María López Piñero, Pedro Laín Entralgo y la Historiografía Medica, Real Academia de la Historia, 2005 (ISBN 9788496849136, lire en ligne)
- José María López Piñero, La anatomía comparada antes y después del darwinismo, 1992 (ISBN 9788476007440, lire en ligne)
- José María López Piñero, Breve historia de la medicina, Alianza Editorial, 2000 (ISBN 9788420639536)
- José María López Piñero (1983) Historical Origins of the Concept of Neurosis (Translated by D. Berrios) Cambridge, Cambridge University Press.
- José María López Piñero, María Luz Terrada, Veinte años de investigación bibliométrica en el Instituto de Estudios Documentales e Históricos sobre la Ciencia, Universitat de València, 1993 (ISBN 9788437011622, lire en ligne)